# Giamaica ai Giochi della XXXII Olimpiade
La Giamaica ha partecipato ai Giochi della XXXII Olimpiade, che si sono svolti a Tokyo, Giappone, dal 23 luglio all'8 agosto 2021 (inizialmente previsti dal 24 luglio al 9 agosto 2020 ma posticipati per la pandemia di COVID-19) con quarantotto atleti, ventitré uomini e venticinque donne.
Si è trattato della diciassettesima partecipazione di questo paese ai Giochi estivi da quando ha ottenuto l'indipendenza.

## Medaglie

### Medagliere per disciplina
| Sport            | Oro | Argento | Bronzo | Totale |
| ---------------- | --- | ------- | ------ | ------ |
| Atletica leggera | 4   | 1       | 4      | 9      |
| Totale           | 4   | 1       | 4      | 9      |

### Medaglie d'oro
| Medaglia | Nome                                                                           | Sport            | Evento                |
| -------- | ------------------------------------------------------------------------------ | ---------------- | --------------------- |
| Oro      | Hansle Parchment                                                               | Atletica leggera | 110 m ostacoli        |
| Oro      | Elaine Thompson-Herah                                                          | Atletica leggera | 100 m piani femminili |
| Oro      | Elaine Thompson-Herah                                                          | Atletica leggera | 200 m piani femminili |
| Oro      | Briana Williams Elaine Thompson-Herah Shelly-Ann Fraser-Pryce Shericka Jackson | Atletica leggera | 4x100 m femminili     |

### Medaglie d'argento
| Medaglia | Nome                    | Sport            | Evento                |
| -------- | ----------------------- | ---------------- | --------------------- |
| Argento  | Shelly-Ann Fraser-Pryce | Atletica leggera | 100 m piani femminili |

### Medaglie di bronzo
| Medaglia | Nome                                                              | Sport            | Evento                |
| -------- | ----------------------------------------------------------------- | ---------------- | --------------------- |
| Bronzo   | Ronald Levy                                                       | Atletica leggera | 110 m ostacoli        |
| Bronzo   | Shericka Jackson                                                  | Atletica leggera | 100 m piani femminili |
| Bronzo   | Megan Tapper                                                      | Atletica leggera | 100 m ostacoli        |
| Bronzo   | Roneisha McGregor Janieve Russell Shericka Jackson Candice McLeod | Atletica leggera | 4x400 m femminili     |

## Delegazione
| Sport            | Uomini | Donne | Totale |
| ---------------- | ------ | ----- | ------ |
| Atletica leggera | 20     | 22    | 42     |
| Ginnastica       | 0      | 1     | 1      |
| Judo             | 0      | 1     | 1      |
| Nuoto            | 1      | 1     | 2      |
| Pugilato         | 1      | 0     | 1      |
| Tuffi            | 1      | 0     | 1      |
| Totale           | 23     | 25    | 50     |

## Atletica leggera
| Q | Qualificato al turno successivo per la posizione in qualificazione                                                           |
| q | Qualificato per il turno successivo per ripescaggio o, negli eventi su campo, conquistando la misura minima per qualificarsi |

Maschile
Eventi su pista e strada
| Atleta                                                   | Evento         | Batteria  | Batteria  | Semifinale      | Semifinale      | Finale          | Finale          |
| Atleta                                                   | Evento         | Risultato | Posizione | Risultato       | Posizione       | Risultato       | Posizione       |
| -------------------------------------------------------- | -------------- | --------- | --------- | --------------- | --------------- | --------------- | --------------- |
| Yohan Blake                                              | 100 m piani    | 10"06     | 2º Q      | 10"14           | 6º              | Non qualificato | Non qualificato |
| Oblique Seville                                          | 100 m piani    | 10"04     | 2º Q      | 10"09           | 4º              | Non qualificato | Non qualificato |
| Tyquendo Tracey                                          | 100 m piani    | DNS       | DNS       | DNS             | DNS             | DNS             | DNS             |
| Yohan Blake                                              | 200 m piani    | DNS       | DNS       | DNS             | DNS             | DNS             | DNS             |
| Rasheed Dwyer                                            | 200 m piani    | 20"31     | 1º Q      | 20"13           | 2º Q            | 20"21           | 7º              |
| Julian Forte                                             | 200 m piani    | 20"65     | 6º        | Non qualificato | Non qualificato | Non qualificato | Non qualificato |
| Sean Bailey                                              | 400 m piani    | 46"12     | 4º        | Non qualificato | Non qualificato | Non qualificato | Non qualificato |
| Demish Gaye                                              | 400 m piani    | 45"49     | 4º q      | 45"09           | 4º              | Non qualificato | Non qualificato |
| Christopher Taylor                                       | 400 m piani    | 45"20     | 3º Q      | 44"92           | 2º Q            | 44"79           | 6º              |
| Ronald Levy                                              | 110 m ostacoli | 13"17     | 1º Q      | 13"23           | 1º Q            | 13"10           |                 |
| Hansle Parchment                                         | 110 m ostacoli | 13"23     | 2º Q      | 13"23           | 2º Q            | 13"04           |                 |
| Damion Thomas                                            | 110 m ostacoli | 13"54     | 3º Q      | 13"39           | 3º              | Non qualificato | Non qualificato |
| Jaheel Hyde                                              | 400 m ostacoli | 48"54     | 1º Q      | 1'27"38         | 8º              | Non qualificato | Non qualificato |
| Kemar Mowatt                                             | 400 m ostacoli | 49"06     | 4º Q      | 48"95           | 5º              | Non qualificato | Non qualificato |
| Shawn Rowe                                               | 400 m ostacoli | 49"18     | 3º Q      | 48"83           | 6º              | Non qualificato | Non qualificato |
| Jevaughn Minzie Julian Forte Yohan Blake Oblique Seville | 4×100 m        | 37"82     | 1ª Q      | N.D.            | N.D.            | 37"84           | 5ª              |
| Demish Gaye Jaheel Hyde Karayme Bartley Nathon Allen     | 4×400 m        | 2'59"29   | 2ª Q      | N.D.            | N.D.            | 2'58"76         | 6ª              |

Eventi su campo
| Atleta         | Evento           | Qualifica | Qualifica | Finale          | Finale          |
| Atleta         | Evento           | Misura    | Posizione | Misura          | Posizione       |
| -------------- | ---------------- | --------- | --------- | --------------- | --------------- |
| Tajay Gayle    | Salto in lungo   | 8,14 m    | 4º q      | 7,69 m          | 11º             |
| Carey McLeod   | Salto in lungo   | 7,75 m    | 21º       | Non qualificato | Non qualificato |
| Carey McLeod   | Salto triplo     | 16,01 m   | 24º       | Non qualificato | Non qualificato |
| Fedrick Dacres | Lancio del disco | 62,91 m   | 13º       | Non qualificato | Non qualificato |
| Traves Smikle  | Lancio del disco | 59,04 m   | 25º       | Non qualificato | Non qualificato |
| Chad Wright    | Lancio del disco | 62,93 m   | 12º q     | 62,56 m         | 9º              |

Femminile
Eventi su pista e strada
| Atleta                                                                         | Evento         | Batteria  | Batteria  | Semifinale      | Semifinale      | Finale          | Finale          |
| Atleta                                                                         | Evento         | Risultato | Posizione | Risultato       | Posizione       | Risultato       | Posizione       |
| ------------------------------------------------------------------------------ | -------------- | --------- | --------- | --------------- | --------------- | --------------- | --------------- |
| Shelly-Ann Fraser-Pryce                                                        | 100 m piani    | 10"84     | 1ª Q      | 10"73           | 1ª Q            | 10"74           |                 |
| Elaine Thompson-Herah                                                          | 100 m piani    | 10"82     | 1ª Q      | 10"76           | 1ª Q            | 10"61           |                 |
| Shericka Jackson                                                               | 100 m piani    | 11"07     | 2ª Q      | 10"79           | 2ª Q            | 10"76           |                 |
| Shelly-Ann Fraser-Pryce                                                        | 200 m piani    | 22"22     | 1ª Q      | 22"13           | 1ª Q            | 21"94           | 4ª              |
| Elaine Thompson-Herah                                                          | 200 m piani    | 22"86     | 3ª Q      | 21"66           | 1ª Q            | 21"53           |                 |
| Shericka Jackson                                                               | 200 m piani    | 23"26     | 4ª        | Non qualificata | Non qualificata | Non qualificata | Non qualificata |
| Roneisha McGregor                                                              | 400 m piani    | 51"14     | 2ª Q      | 50"34           | 3ª              | Non qualificata | Non qualificata |
| Candice McLeod                                                                 | 400 m piani    | 51"09     | 1ª Q      | 49"51           | 2ª Q            | 49"87           | 5ª              |
| Stephenie Ann McPherson                                                        | 400 m piani    | 50"89     | 1ª Q      | 49"34           | 1ª Q            | 49"61           | 4ª              |
| Natoya Goule                                                                   | 800 m piani    | 1'59"53   | 1ª Q      | 1'59"57         | 1ª Q            | 1'58"26         | 8ª              |
| Aisha Praught-Leer                                                             | 1500 m piani   | 4'15"31   | 40ª       | Non qualificata | Non qualificata | Non qualificata | Non qualificata |
| Britany Anderson                                                               | 100 m ostacoli | 12"67     | 1ª Q      | 12"40 PB        | 1ª Q            | 13"24           | 8ª              |
| Megan Tapper                                                                   | 100 m ostacoli | 12"53 PB  | 2ª Q      | 12"62           | 2ª Q            | 12"55           |                 |
| Yanique Thompson                                                               | 100 m ostacoli | 12"74     | 2ª Q      |                 | Non qualificata | Non qualificata | Non qualificata |
| Leah Nugent                                                                    | 400 m ostacoli | SQ        | SQ        | Non qualificata | Non qualificata | Non qualificata | Non qualificata |
| Janieve Russell                                                                | 400 m ostacoli | 54"81     | 2ª Q      | 54"10           | 2ª Q            | 53"08           | 4ª              |
| Ronda Whyte                                                                    | 400 m ostacoli | SQ        | SQ        | Non qualificata | Non qualificata | Non qualificata | Non qualificata |
| Briana Williams Elaine Thompson-Herah Shelly-Ann Fraser-Pryce Shericka Jackson | 4×100 m        | 42'15     | 3ª Q      | N.D.            | N.D.            | 41"02           |                 |
| Roneisha McGregor Janieve Russell Shericka Jackson Candice McLeod              | 4×400 m        | 3'21"95   | 2ª Q      | N.D.            | N.D.            | 3'21"24         |                 |

Eventi su campo
| Atleta              | Evento           | Qualifica | Qualifica | Finale          | Finale          |
| Atleta              | Evento           | Misura    | Posizione | Misura          | Posizione       |
| ------------------- | ---------------- | --------- | --------- | --------------- | --------------- |
| Tissanna Hickling   | Salto in lungo   | 6,22 m    | 24ª       | Non qualificata | Non qualificata |
| Chanice Porter      | Salto in lungo   | 6,19 m    | 25ª       | Non qualificata | Non qualificata |
| Shanieka Ricketts   | Salto triplo     | 14,43 m   | 6ª Q      | 14,84 m         | 4ª              |
| Kimberly Williams   | Salto triplo     | 14,30 m   | 9ª q      | 14,51 m         | 8ª              |
| Lloydrica Cameron   | Getto del peso   | 17,43 m   | 22ª       | Non qualificata | Non qualificata |
| Danniel Thomas-Dodd | Getto del peso   | 18,37 m   | 13ª       | Non qualificata | Non qualificata |
| Shadae Lawrence     | Lancio del disco | 62,27 m   | 13ª q     | 62,12 m         | 7ª              |

Misti
Eventi su pista e strada
| Atleta                                                            | Evento                  | Batteria  | Batteria  | Semifinale | Semifinale | Finale    | Finale    |
| Atleta                                                            | Evento                  | Risultato | Posizione | Risultato  | Posizione  | Risultato | Posizione |
| ----------------------------------------------------------------- | ----------------------- | --------- | --------- | ---------- | ---------- | --------- | --------- |
| Junelle Bromfield Stacey Ann Williams Sean Bailey Karayme Bartley | Staffetta 4×400 m mista | 3'11"76   | 3ª Q      | N.D.       | N.D.       | 3'14"95   | 7ª        |

## Ginnastica

### Ginnastica artistica
Femminile
| Atleta          | Evento               | Qualificazione | Qualificazione | Qualificazione | Qualificazione | Qualificazione | Qualificazione | Finale          | Finale          | Finale          | Finale          | Finale          | Finale          |
| Atleta          | Evento               | Attrezzo       | Attrezzo       | Attrezzo       | Attrezzo       | Totale         | Posizione      | Attrezzo        | Attrezzo        | Attrezzo        | Attrezzo        | Totale          | Posizione       |
| Atleta          | Evento               | V              | CL             | P              | T              | Totale         | Posizione      | CL              | V               | P               | T               | Totale          | Posizione       |
| --------------- | -------------------- | -------------- | -------------- | -------------- | -------------- | -------------- | -------------- | --------------- | --------------- | --------------- | --------------- | --------------- | --------------- |
| Danusia Francis | Concorso individuale | 3.033          | Ritirata       | Ritirata       | Ritirata       | Ritirata       | Ritirata       | Non qualificata | Non qualificata | Non qualificata | Non qualificata | Non qualificata | Non qualificata |

## Judo
Femminile
| Atleta               | Evento | 16-esimi                  | Ottavi               | Quarti               | Semifinali           | Ripescaggio          | Med. bronzo          | Finale               | Posizione       |
| Atleta               | Evento | Avversario Risultato      | Avversario Risultato | Avversario Risultato | Avversario Risultato | Avversario Risultato | Avversario Risultato | Avversario Risultato | Posizione       |
| -------------------- | ------ | ------------------------- | -------------------- | -------------------- | -------------------- | -------------------- | -------------------- | -------------------- | --------------- |
| Ebony Drysdale Daley | -70 kg | B. Timo (PRT) P (003-100) | Non qualificata      | Non qualificata      | Non qualificata      | Non qualificata      | Non qualificata      | Non qualificata      | Non qualificata |

## Nuoto
Maschile
| Atleta      | Gara                    | Batterie | Batterie | Semifinali      | Semifinali      | Finale          | Finale          |
| Atleta      | Gara                    | Tempo    | Pos.     | Tempo           | Pos.            | Tempo           | Pos.            |
| ----------- | ----------------------- | -------- | -------- | --------------- | --------------- | --------------- | --------------- |
| Keanan Dols | 200 m farfalla maschili | 2'00"25  | 34º      | Non qualificato | Non qualificato | Non qualificato | Non qualificato |
| Keanan Dols | 200 m misti maschili    | 2'04"29  | 43º      | Non qualificato | Non qualificato | Non qualificato | Non qualificato |

Femminile
| Atleta        | Gara                 | Batterie | Batterie | Semifinali      | Semifinali      | Finale          | Finale          |
| Atleta        | Gara                 | Tempo    | Pos.     | Tempo           | Pos.            | Tempo           | Pos.            |
| ------------- | -------------------- | -------- | -------- | --------------- | --------------- | --------------- | --------------- |
| Alia Atkinson | 100 m rana femminili | 1'07"70  | 22ª      | Non qualificata | Non qualificata | Non qualificata | Non qualificata |

## Pugilato
| Atleta        | Evento                 | Sedicesimi             | Ottavi di finale     | Quarti di finale     | Semifinali           | Finale               | Pos.            |
| Atleta        | Evento                 | Avversario Risultato   | Avversario Risultato | Avversario Risultato | Avversario Risultato | Avversario Risultato | Pos.            |
| ------------- | ---------------------- | ---------------------- | -------------------- | -------------------- | -------------------- | -------------------- | --------------- |
| Ricardo Brown | Super massimi (+91 kg) | S. Kumar (IND) P (1-4) | Non qualificato      | Non qualificato      | Non qualificato      | Non qualificato      | Non qualificato |

## Tuffi
Femminile
| Atleta             | Evento         | Preliminari | Preliminari | Semifinale | Semifinale | Finale          | Finale          |
| Atleta             | Evento         | Punti       | Classifica  | Punti      | Classifica | Punti           | Classifica      |
| ------------------ | -------------- | ----------- | ----------- | ---------- | ---------- | --------------- | --------------- |
| Yona Knight-Wisdom | Trampolino 3 m | 411,65      | 13º         | 362,95     | 15º        | Non qualificato | Non qualificato |